# Aeroportul Narrandera
Aeroportul Narrandera (IATA: NRA, ICAO: YNAR) este un aeroport din Noul Wales de Sud, Australia ce deservește zona Narrandera⁠(d). Aeroportul a fost tranzitat în 2022 de 10.362 de pasageri.
Situat la o altitudine de 141 m, aeroportul dispune de o singură pistă.